# Высокоскоростная железная дорога Индонезии
Whoosh (индон. Waktu Hemat, Operasi Optimal, Sistem Hebat, буквально — Экономия времени, оптимальная оперативность, отличная система) — торговая марка первой в Индонезии и во всей Юго-Восточной Азии высокоскоростной железнодорожной линии, которая соединяет крупнейшие города западной части острова Ява — столицу страны Джакарту и Бандунг, административный центр провинции Западная Ява.

## Значение
Выделенная транспортная система, получившая название, являющееся ономатопеей проносящегося мимо с большой скоростью поезда, имеет большое значение для региона. Благодаря использованию этой линии, перемещение между городами становится более экологичным, быстрым и комфортным. Создание системы стало новым опытом международного сотрудничества и кооперации для Индонезии, а её использование уникальным опытом для населения. Ключом к оценке проекта декларируется улучшение качества жизни населения, а не финансовые показатели деятельности. Запущенный в октябре 2023 года сервис является первым этапом запланированной транспортной системы протяженностью 750 километров.

## История

### Проектирование
Китай и Япония рассматривались как основные подрядчики для реализации проекта. В результате торгов в сентябре 2015 года, победителем стал китайский проект, предполагавший инвестиции в размере 5 595 миллионов долларов США, что оказалось меньше японского предложения в 6 223 млн. долларов США.
Для исполнения контракта было создано совместное предприятие PT Kereta Cepat Indonesia-China (PT KCIC) из индонезийского консорциума четырех государственных компаний PT Pilar Sinergi BUMN Indonesia (PSBI) с долей в 60%  и китайской China Railway International с долей в 40%.
В свою очередь, PSBI состоял из
- PT WIJAYA KARYA (Persero) Tbk., сокр. WIKA с долей 38%;
- PT Kereta Api Indonesia, сокр. KAI с долей 25%;
- PT Perkebunan Nusantara VII, сокр. PTPN VII с долей 25%;
- PT Jasa Marga (Persero) Tbk., сокр. JSMR с долей 12%[5].

Договор был подписан в октябре 2015 года. Финансирование на 75% осуществлялось Китайским банком развития, на 25% — собственными средствами подрядчика.
Договор предполагает концессию на срок до конца мая 2069 года.

### Строительство

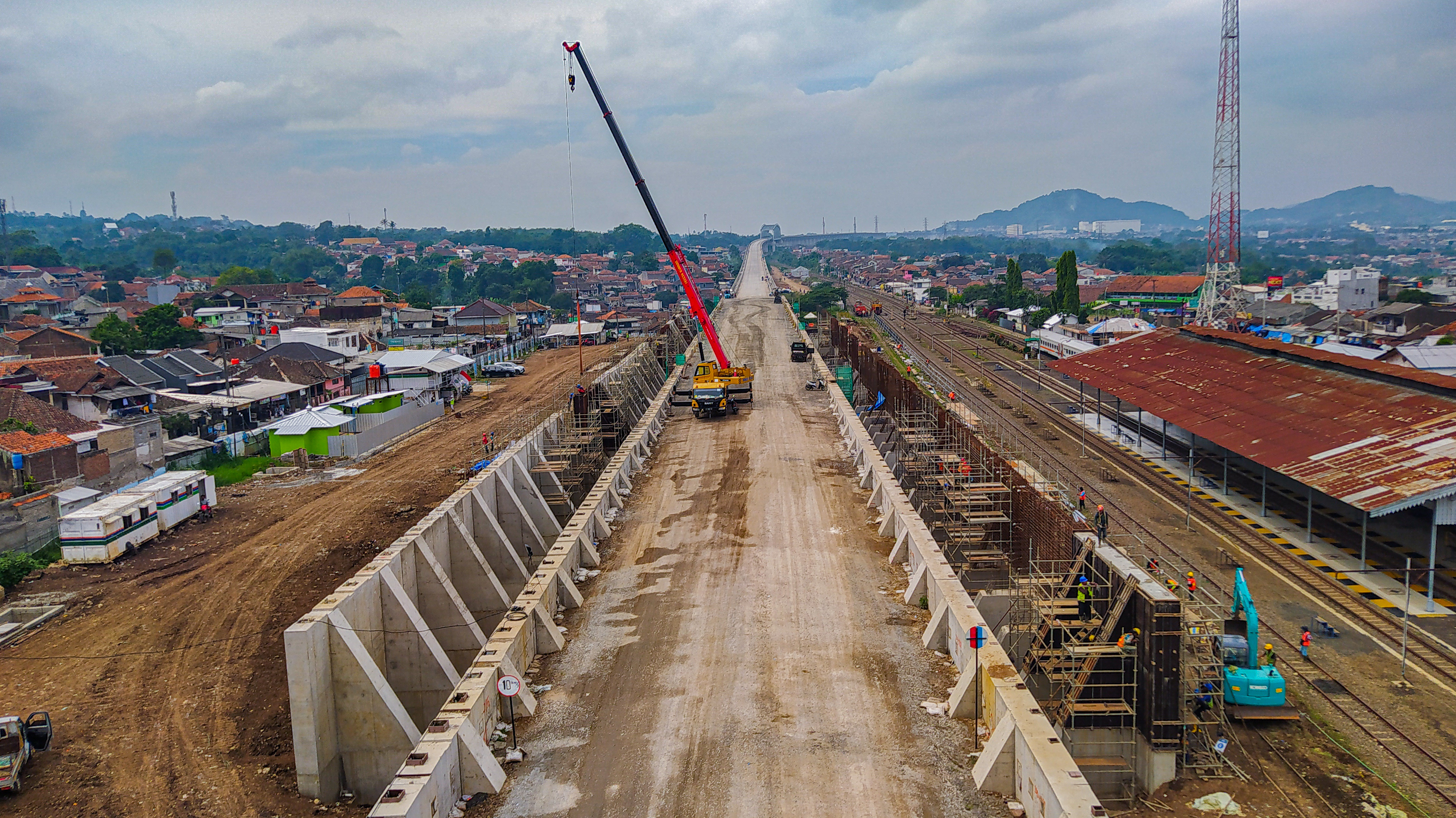
Строится станция Падаларанг

Строительство началось 21 января 2016 года.
Для прокладки линии под землей использовался тоннелепроходческий комплекс диаметром 13,19 метра, длиной 101 метр и весом 2600 тонн. К моменту строительства это самый крупный комплекс, использовавшийся в Индонезии и самый крупный комплекс, экспортированный из Китая. Изготовление комплекса осуществила Tianhe Mechanical Equipment Manufacturing Company — подразделение China Communications Construction Company. Проходка первого тоннеля длиной 1469 метров была завершена 24 ноября 2020 года. Максимальная скорость движения проходческого комплекса составила 320 метров в месяц.
Производство шпал осуществлялось местной компанией PT Wika Beton по китайской технологии.
Индонезийская промышленность могла изготавливать рельсы длиной не более 50 метров, для высокоскоростной линии были необходимы рельсы длиной 500 метров. Для производства была приобретена китайская машина для стыковой сварки железнодорожных рельсов UN-200.
Система регулирования движения поездов построена на принципе обязательного резервирования, с переключением на резервные каналы за период не более 35 миллисекунд и представляет собой выделенную независимую защищенную информационную систему на основе гибридного MSTP протокола. На линии используется китайская система управления движением Chinese Train Control System Level 3 (CTCS-3). Использованы технологии и оборудование компании Huawei, проект реализован в партнерстве с China Railway Signal & Communication (CRSC)  и China Telecom. Цифровой комплекс обеспечивает функционирование и контроль более 20 систем на станциях и поездах, таких как система видеонаблюдения, билетная система, система контроля расписания движения и т.д. При строительстве предусмотрена возможность расширения зоны контроля при вводе новых участков движения.
К апрелю 2022 года все 12 составов для линии Whoosh были изготовлены в Китае на заводе Qingdao Sifang. Первые два состава для работы на линии были отгружены из порта Циндао 5 августа 2022 года. 2 сентября 2022 года поезда прибыли в Джакарту. Эти поезда стали первым случаем экспорта высокоскоростных поездов из Китая.

#### Проблемы
Подписанный контракт предполагал строительство линии до района Гамбир в самом центре столицы, но в 2016 году был изменён, и конечной станцией стала «Халим».
Проходка туннелей осложнялась неоднородностью почв (чередование твердых пород, песчаных и вулканических сыпучих участков), большим количеством грунтовых и подземных вод.
По первоначальным планам запуск системы должен был состояться в 2019 году, однако из-за многочисленных задержек был перенесён на 2023 год. Причинами задержек стали: комплекс проблем связанных с пандемией Covid-19, проблемы с выкупом земель под строительство и другое.

### Открытие
Открытие в бесплатном тестовом режиме состоялось 15 сентября 2023 года. Президент страны Джоко Видодо официально открыл транспортную систему Whoosh 2 октября 2023 года. Коммерческая эксплуатация началась 17 октября 2023 года.

## Конструкция

### Подвижной состав
Используемые поезда KCIC400AF «Красный комодский дракон» являются локализованной версией китайского состава CR400AF проекта «Возрождение» . Поезда прошли дополнительную адаптацию для использования в условиях влажного тропического климата, оборудованы дополнительными системами безопасности для противодействия природным катаклизмам (землетрясениям и наводнениям). Производство 11 пассажирских составов KCIC400AF (эксплуатационная скорость до 350 км/ч) и 1 диагностического KCIC400AF-CIT (эксплуатационная скорость до 385 км/ч) осуществляла китайская компания CRCC Qingdao Sifang Co Ltd.
KCIC400AF-CIT с моторами YQ625 имеет оранжевую окраску и следующую конфигурацию:
- I вагон — диагностика рельсов;
- II вагон — диагностика коммуникационной и сигнальной системы;
- III вагон — диагностика электроснабжающей инфраструктуры;
- IV и VII вагоны — кабинеты персонала;
- V вагон — столовая;
- VI вагон — конференц-зал;
- VIII вагон — диагностический.

В ливрее KCIC400AF преобладают красный и серо-стальной цвета, что отражает национальную идентичность (цвета переикликаются с батиком, комодским драконом, Боробудуром). Длина состава из 8 вагонов составляет 209 метров, вместимость - 601 пассажир при трехклассной компоновке салона. Поезд имеет 4 моторных и 4 прицепных вагона. В движение приводится 16 электромоторами YJ302A мощностью 625кВт. Кресла декорированы батиком с национальным паттерном Megamendung. В поезде установлена резервная энергоустановка обеспечивающая поезду 2 часа движения.

### Станции
На станциях установлены специальные рельсы U71Mn индонезийского производства.

### Пути
По всей линии проложено минимум 2 пути на выделенных эстакадах и туннелях, а также на уровне земли. 71,63 км путей проложено на уровне земли, 53,54 км на эстакадах, 15,63 км в 12 тоннелях. Самый длинный тоннель — 4 478 метров. Используются рельсы местного производства U71MnG(a) для скоростей 250-350 км/ч и U71MnG(b) для скоростей до 250 км/ч на прямых участках. На кривых радиусом менее 1400 метров используются рельсы U71MnH.

## Описание деятельности

### Маршрут
Весь маршрут длиной 142,3 км, соединяющий Джакарту и Бандунг поезд проходит за 44 минуты.

#### Остановки

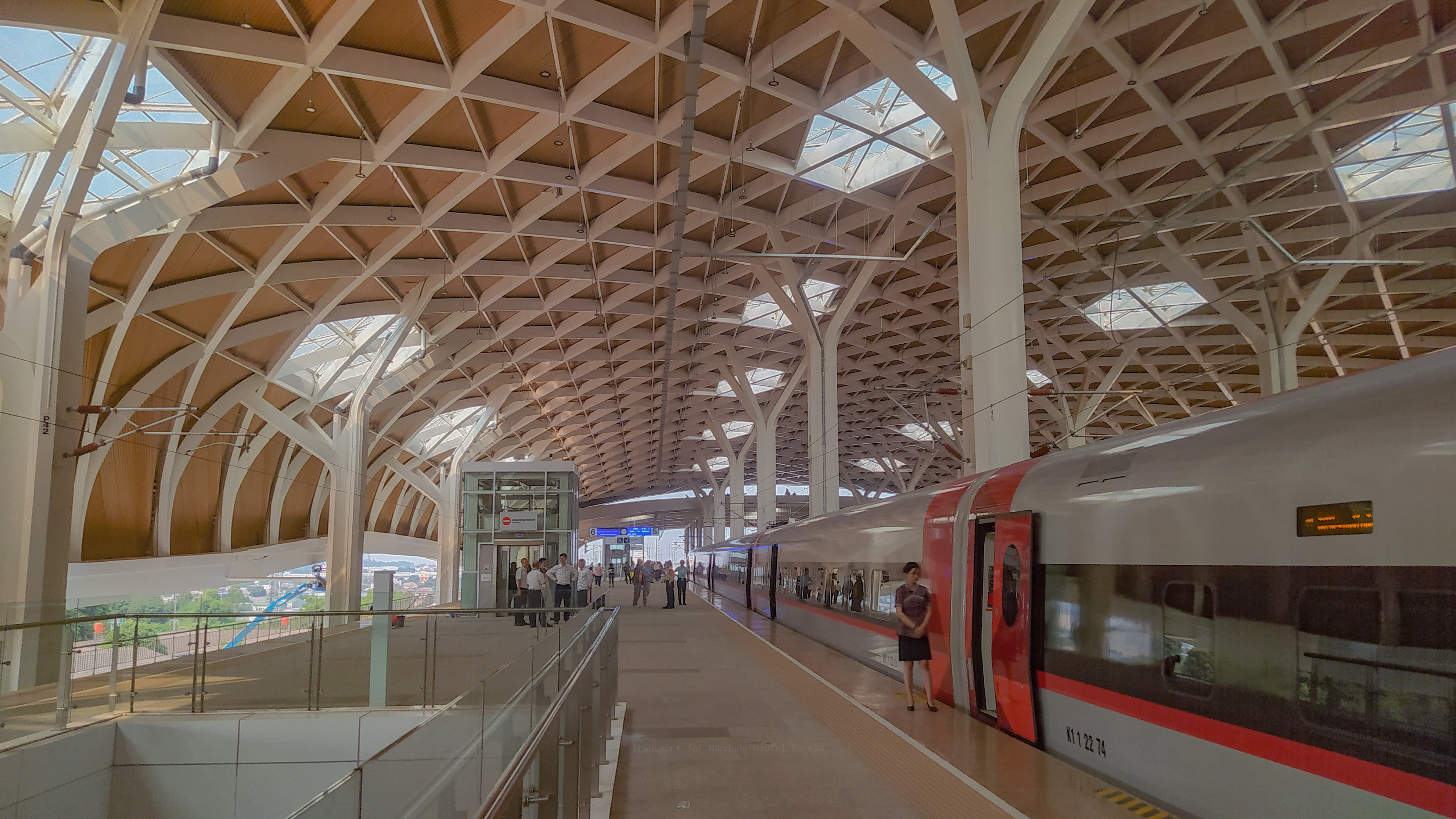
Станция «Халим»

- Халим[англ.] (индон. Stasiun Halim), главная станция (в Джакарте);
- Караванг[англ.] (индон. Stasiun Karawang) (временно не эксплуатируется);
- Падаларанг (индон. Stasiun Padalarang на западе от Бандунга), пересадка на синхронизированные местные поезда в город;
- Тегалуар (индон. Stasiun Tegalluar на востоке от Бандунга), рядом находится депо.

### Время работы
В ноябре 2023 частота движения поездов была увеличена. По будням в каждом направлении поезд отходит 14 раз, по выходным — 18 раз. Первый поезд отправляется около 7 утра, последний около 9 вечера. Интервал между поездами находится в диапазоне от 50 минут до полутора часов.

### Тарифы
В тестовый период с 15 сентября 2023 года проезд был бесплатный. В 2023 году можно приобрести только билет на весь путь, но выйти можно и на промежуточной станции Падаларанг. Предполагалось, что поезда будут предлагать несколько классов обслуживания при цене билета от 250 000 рупий. Однако спрос на услугу при такой цене билета оказался низким и в 2023 году были запущены акции по снижению минимальной цены билета до 150 000 рупий.

### Пассажиропоток
В первые две недели тестовой бесплатной эксплуатации с 15 сентября 2023 года системой воспользовались 60 000 пассажиров. В октябре и ноябре 2023 года загруженность поездов находилась в диапазоне от 85 до 99%, а максимальный пассажиропоток составил 14 200 человек в день.
На 25 июня 2025 перевезено более 10 миллионов человек, суточный поток достиг 25 тысяч, населённость поездов достигла 99,64%, число рейсов поднято с 14 до 62.

## Критика
Проект подвергался критике за значительные задержки в реализации и увеличение стоимости до 7 970 млн. долларов США.
По состоянию на первую половину 2023 года станции в Бандунге не имеют фидерных маршрутов общественного транспорта, вследствие чего затруднен доступ пассажиров.

## Развитие

Проекты развития

Первоначальный проект продления линии до города Сурабая через равнинный север острова был отклонен. В 2023 году предложено продление линии до города Сурабая через густонаселенный гористый юг острова. Предполагается соединить такие города, как Пурвокерто, Джокьякарта, Суракарта, Мадиун и т.д. Получено согласие китайской стороны на начало исследовательских работ в этом направлении.

## Внешние ссылки
- Официальный сайт Whoosh